# Вальбродт, Карл Август
Карл Август Вальбродт (нем. Carl August Walbrodt; 28 ноября 1871, Амстердам — 3 октября 1902, Берлин) — немецкий шахматист.
Разделил 1-2-е место с К. Барделебеном на национальном турнире в Киле (1893). Участник международных турниров: Дрезден (1892) и Лейпциг (1894, турниры Германского шахматного союза) — 4-5-е; Гастингс (1895) — 11-е; Нюрнберг (1896) — 7-8-е; Будапешт (1896) — 6-7-е; Берлин (1897) — 2-е места. Выиграл матчи у Э. Шаллопа (1891) — 5½ : 3½ (+5 −3 =1), К. Барделебена (1892) — 7 : 2 (+5 −0 =4) и В. Кона (1894) — 5 : 0; в 1894 закончил матч с Ж. Мизесом — 6½ : 6½ (+5 −5 =3).